# Geraldina Pereira de Oliveira
Geraldina Pereira Canuto de Oliveira (1936 - 15 de outubro de 2009) foi uma trabalhadora rual brasileira.
Ainda bem jovem trabalhava em fazendas na região de Trindade (Goiás). Casou-se em 1958 com seu primo João Canuto. O casal, que já militava na luta pelos direitos dos trabalhadores rurais desde a década de 1960, se filiou ao MDB em 1970. Em 1973, João mudou-se para o sul do Pará, voltando um ano depois para buscar Geraldina e os filhos.
Com o acirramento dos conflitos fundiários e trabalhistas, João Canuto foi assassinado em 1985. Polítios e fazendeiros locais ofereceram ajuda material a Geraldina, que, no entanto, se dedicou a lutar por justiça, exigindo a condenação dos assassinos de seu marido. Em 1987 conseguiu a reabetura do inquérito sobre o crime. As investigações, porém, prosseguiram lentamente. Só em 2004 a Primeira Câmara Criminal Isolada do Pará condenou, em decisão definitiva, os dois acusados: o ex-prefeito de Rio Maria Adilson Laranjeira e o fazendeiro Vantuir Gonçalves de Paula.
A luta de Geraldina por justiça foi registrada no livro Viúvas da Terra- Morte e Impunidade nos rincões do Brasil, do jornalista Kléster Cavalcanti, e no documentário Mulheres, Mães e Viúvas da Terra: Sobrevivência da Luta, Esperança de Justiça, dirigido por Evandro Medeiros.
Recebeu o Diploma Bertha Lutz do Senado federal em 2006.